# Syzeton quadrimaculatus
Syzeton quadrimaculatus là một loài bọ cánh cứng trong họ Aderidae. Loài này được Marseul miêu tả khoa học năm 1876.